# Assassins DK United
Assassins DK United è il secondo album in studio di Psychopomps, considerato dalla critica e dal pubblico come album più significativo per questo gruppo danese di musica Aggrotech trance.

## Tracce
1. Godshit - 5:22
2. Drug Addict - 5:44
3. Hate - 4:01
4. Pub Ban - 4:49
5. Animals - 4:46
6. Infection - 3:39
7. Spanner - 3:54
8. Sonnambulism - 6:04
9. Sadistic Killer Instinct - 5:11
10. If I Die - 2:54
11. Masturbation Generation - 6:07
12. Wanted to tell you - 5:02
13. Baby-Terror, Baby - 11:17
14. Bonus Track - 6:13